# Lijst van nummer 1-hits in Canada in 2011
Deze hits stonden in 2011 op nummer 1 in de Canadian Hot 100, de bekendste hitlijst in Canada.
| Datum        | Artiest                          | Titel                        |
| ------------ | -------------------------------- | ---------------------------- |
| 1 januari    | The Black Eyed Peas              | The time (Dirty bit)         |
| 8 januari    | The Black Eyed Peas              | The time (Dirty bit)         |
| 15 januari   | The Black Eyed Peas              | The time (Dirty bit)         |
| 22 januari   | Bruno Mars                       | Grenade                      |
| 29 januari   | Britney Spears                   | Hold it against me           |
| 5 februari   | Usher                            | More                         |
| 12 februari  | Bruno Mars                       | Grenade                      |
| 19 februari  | Bruno Mars                       | Grenade                      |
| 26 februari  | Lady Gaga                        | Born this way                |
| 5 maart      | Lady Gaga                        | Born this way                |
| 12 maart     | Lady GaGa                        | Born this way                |
| 19 maart     | Lady GaGa                        | Born this way                |
| 26 maart     | Lady GaGa                        | Born this way                |
| 2 april      | Lady GaGa                        | Born this way                |
| 9 april      | Lady GaGa                        | Born this way                |
| 16 april     | Jennifer Lopez & Pitbull         | On the floor                 |
| 23 april     | Jennifer Lopez & Pitbull         | On the floor                 |
| 30 april     | Rihanna & Britney Spears         | S&M                          |
| 7 mei        | Katy Perry & Kanye West          | E.T.                         |
| 14 mei       | Jennifer Lopez & Pitbull         | On the floor                 |
| 21 mei       | Jennifer Lopez & Pitbull         | On the floor                 |
| 28 mei       | Adele                            | Rolling in the deep          |
| 4 juni       | Adele                            | Rolling in the deep          |
| 11 juni      | Adele                            | Rolling in the deep          |
| 18 juni      | Pitbull, Ne-Yo, Afrojack & Nayer | Give me everything           |
| 25 juni      | Pitbull, Ne-Yo, Afrojack & Nayer | Give me everything           |
| 2 juli       | Pitbull, Ne-Yo, Afrojack & Nayer | Give me everything           |
| 9 juli       | Pitbull, Ne-Yo, Afrojack & Nayer | Give me everything           |
| 16 juli      | LMFAO, Lauren Bennett & GoonRock | Party rock anthem            |
| 23 juli      | LMFAO, Lauren Bennett & GoonRock | Party rock anthem            |
| 30 juli      | Pitbull, Ne-Yo, Afrojack & Nayer | Give me everything           |
| 6 augustus   | Pitbull, Ne-Yo, Afrojack & Nayer | Give me everything           |
| 13 augustus  | Katy Perry                       | Last friday night (T.G.I.F.) |
| 20 augustus  | Maroon 5 & Christina Aguilera    | Moves like Jagger            |
| 27 augustus  | Maroon 5 & Christina Aguilera    | Moves like Jagger            |
| 3 september  | Maroon 5 & Christina Aguilera    | Moves like Jagger            |
| 10 september | Maroon 5 & Christina Aguilera    | Moves like Jagger            |
| 17 september | Maroon 5 & Christina Aguilera    | Moves like Jagger            |
| 24 september | Maroon 5 & Christina Aguilera    | Moves like Jagger            |
| 1 oktober    | Maroon 5 & Christina Aguilera    | Moves like Jagger            |
| 8 oktober    | Maroon 5 & Christina Aguilera    | Moves like Jagger            |
| 15 oktober   | Maroon 5 & Christina Aguilera    | Moves like Jagger            |
| 22 oktober   | Maroon 5 & Christina Aguilera    | Moves like Jagger            |
| 29 oktober   | LMFAO                            | Sexy and I know it           |
| 5 november   | LMFAO                            | Sexy and I know it           |
| 12 november  | Rihanna & Calvin Harris          | We found love                |
| 19 november  | Rihanna & Calvin Harris          | We found love                |
| 26 november  | Rihanna & Calvin Harris          | We found love                |
| 3 december   | Rihanna & Calvin Harris          | We found love                |
| 10 december  | Rihanna & Calvin Harris          | We found love                |
| 17 december  | Rihanna & Calvin Harris          | We found love                |
| 24 december  | Rihanna & Calvin Harris          | We found love                |
| 31 december  | Rihanna & Calvin Harris          | We found love                |